# 이시카와 고
이시카와 고(일본어: 石川 巧, 1970년 3월 10일 ~ )는 일본의 축구 선수이다.

## 구단 경력
1989년 일본 사커 리그의 혼다 기연에 입단했다. 1992년 J1리그의 베르디 가와사키로 이적했다. 1993년과 1994년 2번의 J1리그 우승을 차지했다. 1997년까지 134경기에 출전하여, 2득점을 넣었다. 1998년 나고야 그램퍼스 에이트로 이적했다. 1999년에 천황배 우승을 차지했다. 2002년후 현역 은퇴.